# خوبیاران علیا
خوبیاران علیا روستایی در دهستان جلال وند بخش فیروزآباد شهرستان کرمانشاه استان کرمانشاه ایران است. بر پایه سرشماری عمومی نفوس و مسکن در سال ۱۳۹۰ جمعیت این روستا ۲۵۴ نفر (در ۵۸ خانوار) بوده‌است.